# 岩瀬弥永子
岩瀬 弥永子（いわせ やえこ、1947年1月 - ）は、フリーアナウンサー。オフイス・ユー・アイ番組制作会社代表。特定非営利活動法人日本朗読文化協会朗読講師。元四国放送アナウンサー。徳島県徳島市出身。

## 経歴
徳島県徳島市生まれ。上野学園大学音楽学部声楽科を卒業した。

## 現在の担当番組

### ラジオ番組
- 日曜懐メロ大全集（四国放送） - パーソナリティー

## 四国放送時代の担当番組

### テレビ番組
- おはようとくしま（四国放送）
  - （1971年4月3日 - 1974年3月29日、1980年3月31日 - 1983年4月1日） - 司会

## 四国放送退社後の活動

### テレビ番組
- お祭り弁護士・澤田吾朗第3作「青森ねぶた祭〜徳島阿波おどり 日本縦断二大祭 1600kmを結ぶ連続殺人！」（テレビ朝日、2002年8月31日）
- おはようとくしま（四国放送）
  - （1991年4月3日、2001年4月3日） - ゲスト
- ゴジカル!（2011年2月7日、四国放送） - ゲストコメンテーター

### ラジオ番組
- 中四国ライブネット（四国放送）
  - 徳島発『芸術の秋！ラジオで絵を語ろう～絵画ってこんなにおもしろい～』（2010年9月12日、四国放送） - 進行
  - 徳島発『昭和歌謡の黄金時代～あの時、日本はこんなに元気だった～（仮）』（2011年3月12日、四国放送） - 進行
- Sunny Side of The Street（2017年6月30日放送、エフエムびざん） - ゲスト

## CD
- 瀬戸内寂聴訳「声にして楽しむ源氏物語」（キングレコード）監修：水原 央／制作協力：NPO日本朗読文化協会法人／朗読：宮崎弥生、秋山雅子、岩瀬弥永子、福田雅世、飯島晶子、安倍眞壽美、坂本有子